# Tomás de Acosta y Hurtado de Mendoza
Tomás de Acosta y Hurtado de Mendoza (* 7 de marzo de 1747 en La Habana, Cuba - † 25 de abril de 1821 en Cartago, Costa Rica) fue gobernador de Costa Rica de 1797 a 1810. 
Fue hijo del capitán de navío don José Melchor de Acosta y Díaz Álvarez, comandante del Castillo de Atarez en La Habana, Cuba, y Teresa Hurtado de Mendoza y Herrera del Espinar, originaria de Veracruz.  
Casó en 1771 en Nueva Orleans con Marguerite Grondel, hija de Jean-Philippe Grondel y Louise Dutisnet, franceses.De este matrimonio nació una hija, María Luisa, casada el 29 de junio de 1787 en La Habana con Carlos Villiers y Livodé.
Sirvió durante muchos años en el ejército español, principalmente en la Luisiana. En 1796 el rey Carlos IV lo designó como gobernador de la Provincia de Costa Rica en sustitución de José Vázquez y Téllez. Asumió el cargo en 1797 y desplegó una gran actividad, que se materializó en diversas obras de progreso. Se le recuerda especialmente por haber introducido el café en Costa Rica. El historiador costarricense Ricardo Fernández Guardia lo considera como el mejor gobernador que tuvo Costa Rica durante el dominio español.
En 1810 fue trasladado a la Gobernación de Santa Marta. Entregó el mando de Costa Rica el 4 de diciembre de 1810 a su sucesor don Juan de Dios de Ayala y Toledo, y se trasladó a su nuevo destino. Fue gobernador de Santa Marta del 17 de junio de 1811 al 5 de enero de 1813. 
Debido al triunfo de los insurgentes en Santa Marta regresó a Costa Rica, donde se radicó definitivamente. 